# Cesino
Cesino (biał. Цэсіна, ros. Цесино) – wieś na Białorusi, w obwodzie mińskim, w rejonie mińskim, w sielsowiecie Nowy Dwór.
Dawniej folwark.